# Parafia Świętych Apostołów Piotra i Pawła w Grzędzicach
Parafia pw. Świętych Apostołów Piotra i Pawła w Grzędzicach – rzymskokatolicka parafia należąca do dekanatu Stargard Zachód, archidiecezji szczecińsko-kamieńskiej, metropolii szczecińsko-kamieńskiej. Została erygowana w roku 1947.

## Kościół parafialny
Kościół św. Piotra i Pawła w Grzędzicach

## Kościoły filialne i kaplice
- Kościół Świętej Rodziny w Lubowie[1]
- Kościół Najświętszego Serca Pana Jezusa w Żarowie[1]